# دينيس فاغنر
دينيس فاغنر (بالإنجليزية: Dennis Wagner)‏ هو مدير فني أمريكي، ولد في 9 مارس 1958 في ويفرلي في الولايات المتحدة.